# Huciańska Woda
Huciańska Woda – potok płynący Doliną Huciańską (odnoga Doliny Chochołowskiej w polskich Tatrach Zachodnich). Nazwę potoku podaje Wielka encyklopedia tatrzańska, w opracowaniu Hydrografia Tatr Zachodnich ma on nazwę Potok z Hucisk, na mapie Geoportalu jest bezimienny.
Powstaje z kilku cieków na wysokości około 1150–1050 m pod grzbietem łączącym Klinową Czubę (1276 m) i Wierch Kuca (1305 m). Jest prawym dopływem Chochołowskiego Potoku, jednak tylko czasami płynie na powierzchni, zazwyczaj na wysokości około 1050 m, jeszcze przed polaną Huciska, zanika w wielkim stożku napływowym. Głównym dopływem jest Kamienny Potok spływający odnogą Doliny Huciańskiej – Kamiennym Żlebem. Potoki te łączą się na górnym końcu polany Huciska, na wysokości 980 m.